# Autofiktion

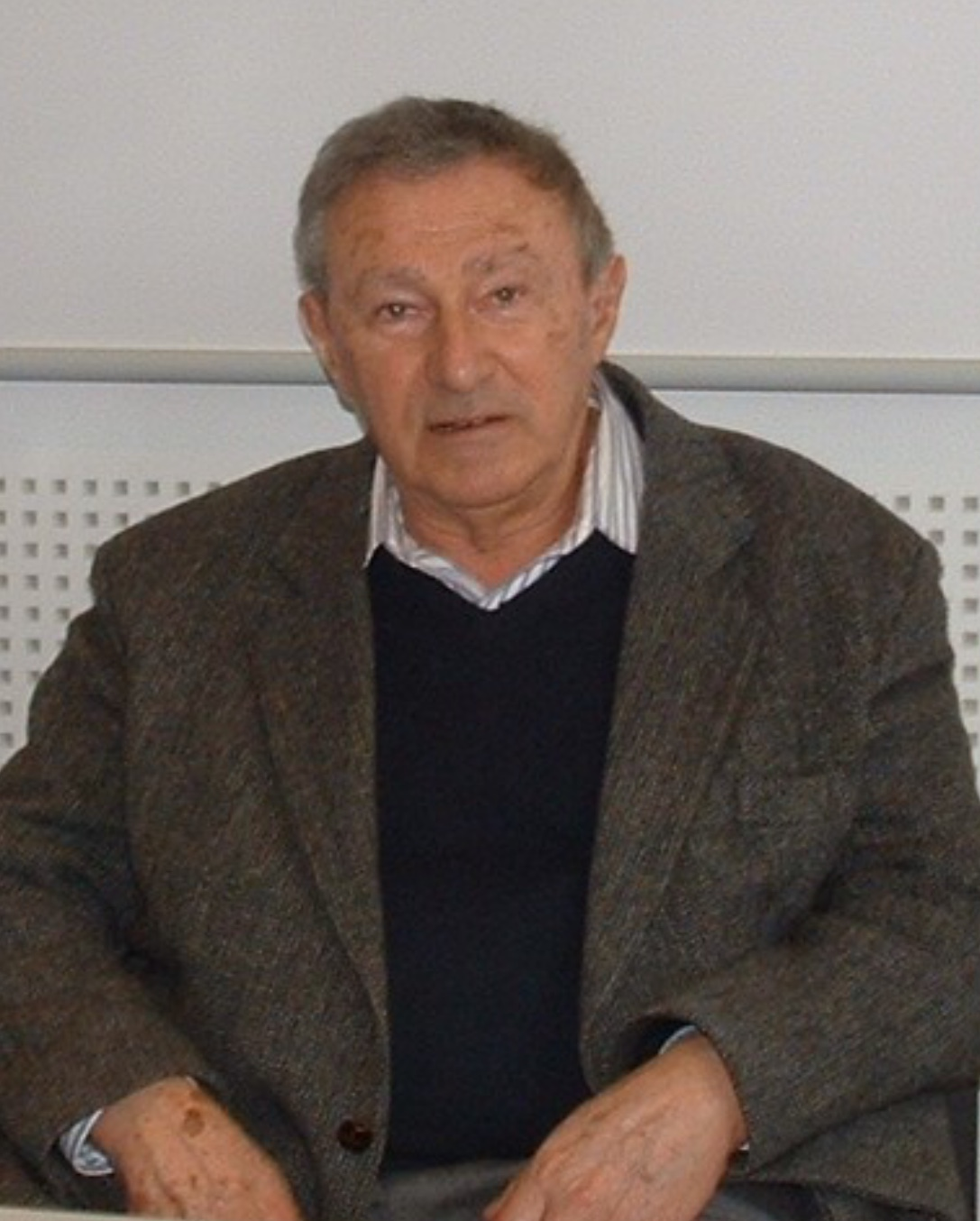
Serge Doubrovsky, fransk författare och litteraturkritiker som 1977 myntade begreppet autofiktion (franska: autofiction).

Autofiktion är en litterär genre som blandar fakta, fiktion och subjektivitet. Resultatet kan bli ett verk som utgör en självbiografi i form av en roman. Skillnaden emot självbiografin har beskrivits som att författaren utforskar möjligheter som i verkligheten inte hänt eller hen ens skulle vilja se hända. Ordet myntades 1977 (franska: autofiction), men berättarstilen har längre historiska rötter.

## Historik
Den franske författaren och litteraturkritikern Serge Doubrovsky myntade 1977 begreppet autofiktion. Det gjorde han i beskrivningen av sin roman Fils ('trådar', 'son'), där han föreställdes sig en kombination av självbiografi och fiktion där författaren, huvudpersonen och berättaren hade samma identitet.
Denna form av litteratur går dock längre tillbaka än så och har rötter till 1800-talet. Tidiga svenska exempel är August Strindbergs romaner Tjänstekvinnans son (1886) och En dåres försvarstal (1893), och den moderna historiska romanen har drag av autofiktion. 1970-talets kvinnorörelse inspirerade till en våg av autofiktiv prosa författad av kvinnor, med Sun Axelsson som tidigt svenskt namn.
Åren runt 2010 publicerade den norske författaren Karl Ove Knausgård romansviten Min kamp. I Knausgårds efterföljd skrevs ett antal andra liknande romaner med självbiografiskt och personligt tilltal, böcker som kommit att beskrivas som autofiktion. Bland de moderna författarna inom genren har nämnts Annie Ernaux, Emma Becker, Aase Berg, Linn Ullmann, Karolina Ramqvist och Rachel Cusk. Etiketten autofiktion har ofta kommit att förknippas med kvinnliga författare.
Det självbiografiska anslaget i skrivandet har kopplats till antingen en författarens fåfänga och självupptagenhet, alternativt på en brist på fantasi. I debatten runt den moderna självbiografiska romanvågen har denna litteratur jämförts med reality-TV, skvaller och en möjlighet till spekulation. Baserat på genrens möjlighet till skvaller och den potentiella skadan med lös ryktesspridning, hoppades litteraturkritikern Josefin de Gregorio 2020 att den autofiktiva vågen om något decennium skulle följas av en "motlitteratur" där mer eller mindre utpekade människor kommer med sina egna vittnesmål och protester.

## Definitioner
Ibland definieras autofiktion som en specifikt självbiografisk sidogenre, med en tydlig eller påstådd utgångspunkt i författarens liv. Fokus på autofiktionen är då på det litterära utforskandet utifrån ett jag (se även Jagroman), medan en självbiografisk roman utgår från de litterära greppen med syfte att beskriva ett jag. En annan besläktad genre blir då alterfiktion, där fakta och fiktion blandas men verkobjektet är någon annan än författaren själv.
När fokus inte ligger på författaren utan istället på andra – lätt anonymiserade – personer, kan den semifiktiva prosan istället beskrivas som nyckelroman. Annars beskrivs ofta en övergång från självbiografi och nyckel till autofiktion, åtminstone i den moderna litterära utvecklingen.
Ibland expanderas definitionen av autofiktion till att inkludera fler kombinationer av fakta och fiktion. Detta riskerar att inkludera allt skönlitterärt skrivande, vilket oftast har någon typ av bakgrund eller inspiration från verkliga händelser.